# جائزة قطر الكبرى للدراجات النارية 2008
جائزة قطر الكبرى للدراجات النارية 2008 هو سباق دراجات نارية أقيم بتاريخ 9 مارس 2008 في حلبة لوسيل الدولية. كان الجولة الأولى من أصل 18 في سباق الجائزة الكبرى للدراجات النارية موسم 2008. فاز الأسترالي كيسي ستونر بفئة الموتو جي بي بينما جاء الإسباني خورخي لورنزو في المركز الثاني وحصل على المركز الثالث الإسباني داني بيدروسا.

## وصلات خارجية
- الموقع الرسمي